# Geranomyia phoenaspis
Geranomyia phoenaspis is een tweevleugelige uit de familie steltmuggen (Limoniidae). De soort komt voor in het Oriëntaals gebied.